# Fortificações de Sepetiba
As Fortificações de Sepetiba localizavam-se na antiga povoação de Sepetiba, hoje bairro da Zona Oeste da cidade do Rio de Janeiro, no estado brasileiro do Rio de Janeiro.

## História
SOUZA (1885) refere três estruturas defensivas na região, erguidas em 1818:
- Forte de São Pedro - erguido para defesa da praia de Sepetiba e das ilhas da Pescaria e do Tatú, artilhado com oito peças.
- Forte de São Paulo - erguido em posição dominante em um morro pouco elevado, formando dois ângulos reentrantes: um com a praia de Sepetiba e outro com as de Pihai (atual praia do Recôncavo) e de Arapiranga (Ipiranga?). Compunha-se de diferentes estruturas, artilhadas com dezenove peças.
- Forte de São Leopoldo - erguido em posição dominante no morro da Sepetiba. Compunha-se de duas baterias, uma artilhada com cinco peças, batendo praia de Sepetiba e as ilhas da Pescaria e do Tatú, e outra, artilhada com quatro, batendo o terreno até a um grande alagadiço que então existia no extremo da praia de Sepetiba.

Essas obras são descritas como bem construídas, de fortes dimensões, em taipa, revestidas de grama, cruzando fogos entre si (op. cit., p. 114).
GARRIDO (1940) acrescenta que todas as fortificações entre a barra de Guaratiba e Sepetiba (litoral sul do então Distrito Federal, antigo Município da Corte), se encontravam, em 1838, sob o comando único do Capitão Inácio Luiz Sodré (op. cit., p. 127). As fortificações de São Pedro, São Paulo, São Leopoldo e mais Piahi, Uripiranga e Lameiro, se encontram relacionadas entre as defesas do setor Sul ("Fortificações de Sepetiba") no "Mapa das Fortificações e Fortins do Município Neutro e Província do Rio de Janeiro" de 1863, no Arquivo Nacional (CASADEI, 1994/1995:70-71).
SOUZA (1885) credita aos sucessivos aterros e exploração na região (crescimento econômico e urbano?) a responsabilidade pela perda de importância e decadência dessas estruturas, à época (1885), já em ruínas (op. cit., p. 114).